# Pynike sommarteater

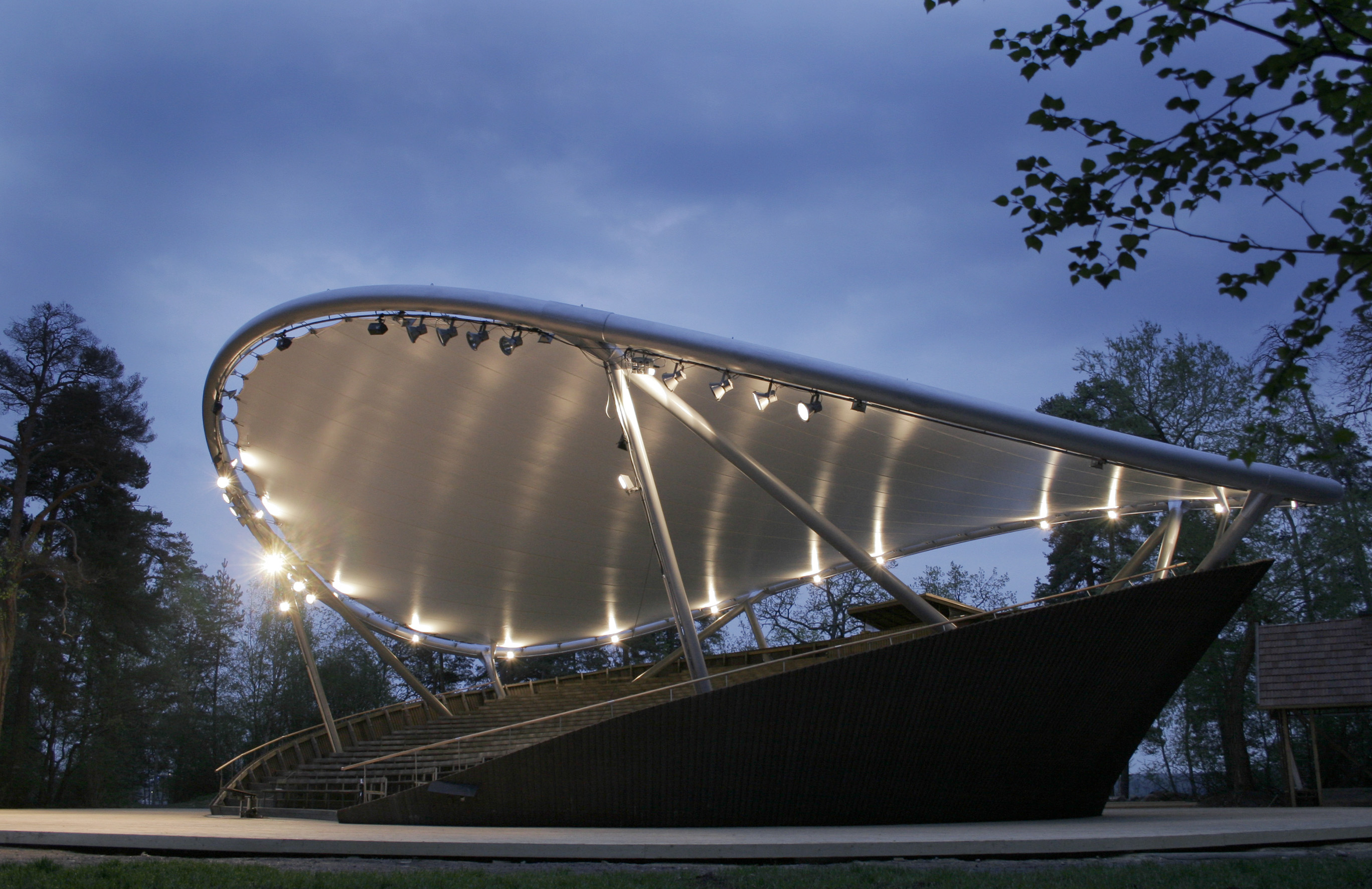
Pynike sommarteaters auditorium.

Pynike sommarteater (finska: Pyynikin kesäteatteri) är en friluftsteater i Tammerfors i Finland. Den är en av de äldsta sommarscenerna i Finland och främst känd för sitt roterande auditorium.
Teatern, då benämnd som Tampereen Kesäteatteri (Tammerfors Sommarteater), grundades år 1948  på Joselininniemi-udden vid sjön Pyhäjärvi. Även i dag pågår föreställningarna där på samma friluftsscen. År 1955 tog Tampereen Teatterikerho (Tammerfors Teaterklubb) ansvar för sommarteatern och namnet ändrades till Pyynikin kesäteatteri.
Det roterande auditoriet med plats för 836 åskådare designerades av arkitekt Reijo Ojanen och byggdes år 1959. Friluftsteatern hade sitt stora genombrott på 1960-talet med Okänd soldat (Tuntematon sotilas), en föreställning regisserad av Edvin Laine och baserad på en bok av Väinö Linna. Föreställningen visade sig enormt framgångsrik och spelades under nära ett årtionde. Nära 350 000 teaterbesökare såg skådespelet under den här tiden, och Okänd soldat står kvar som den mest populära sommarteaterföreställningen i Finlands histori.
Från 2001 har teatern varit under ledning av Pynike Sommarteaters Stiftelse. Auditoriet förnyades på 2005 och ett tak byggdes för att förlänga scenens brukssäsong.
Tampereen Teatterikerho, som drev teaterverksamheten innan stiftelsen grundades, har haft betydande inverkan på teaterlivet i Tammerfors. Med hjälp av bistånd från Tampereen Teatterikerho grundades Tampereen Teatterikesä (Tammerfors Teatersommar) på 1969 och även ungdoms- och barnteatern Teatteri 2000 på 1985.
Repertoaren på Pynike sommarteater har från början omfattat mestadels finska farser och dramer. Bland annat har verk av Aleksis Kivi, Minna Canth, Johannes Linnankoski, Joel Lehtonen, Maiju Lassila, Maria Jotuni, Jalmari Finne, Väinö Linna, Kalle Päätalo och Hella Wuolijoki anpassats för sommarscenen på Pyynikki. Av utländska texter har skådespel av William Shakespeare varit populära.
Nuförtiden besöker 40 000–50 000 besökare friluftsföreställningarna på Pyynikki sommarteater varje sommar.